# 大眼棘鱗魚
大眼棘鱗魚為輻鰭魚綱金眼鯛目金鱗魚亞目金鱗魚科的其中一種，分布於中東太平洋的皮特凱恩群島海域，棲息深度39-350公尺，體長可達8公分，棲息在礁石區。

## 擴展閱讀
維基物種上的相關：大眼棘鱗魚